# Marguerite de Sassenage
Marguerite de Sassenage, dama de Beaumont (antes de 1424-1471), fue amante del rey Luis XI de Francia.

## Biografía
Hija de Henri Le Roux, barón de Sassenage y de Antoinette de Saluces; quedó viuda en 1470 de Amblard de Beaumont, señor de Montfort. Marguerite fue amante durante dos años del delfín Luis, futuro rey de Francia, con quien tuvo tres hijas, todas ellas legitimadas:
- Guyette de Valois (muerta después del 11 de marzo de 1502).
- Marie de Valois (1450-hacia 1470), legitimada en 1467 y casada ese mismo año con Aymar de Poitiers, señor de Saint-Vallier.
- Isabel, casada con Louis de Saint-Priest.